# Ilisia
Ilisia is een geslacht van steltmuggen (Limoniidae).

## Soorten
Deze lijst van 11 stuks is mogelijk niet compleet.
- I. armillaris (Osten Sacken, 1869)
- I. asymmetrica (Alexander, 1913)
- I. graphica (Osten Sacken, 1860)
- I. incongruens (Alexander, 1913)
- I. indianensis (Alexander, 1922)
- I. inermis (Mendl, 1979)
- I. maculata (Meigen, 1804)
- I. occoecata (Edwards, 1936)
- I. parchomenkoi (Savchenko, 1974)
- I. tenuisentis (Alexander, 1930)
- I. venusta (Osten Sacken, 1860)